# Norrbottens Kammarorkester
Norrbottens Kammarorkester är en offentligt finansierad kammarorkester, bildad 1990 med säte i kulturbyn Acusticum i Piteå.
Kammarorkestern, med ett drygt 30-tal musiker, startade som ett samarbetsprojekt mellan Norrbottensmusiken och Musikhögskolan i Piteå. Den långsiktiga strategin var - och är - att orkestern ska bestå av både yngre frilansmusiker och musiker/musiklärare bosatta i övre Norrland. Orkestern har konserthuset Studio Acusticum som hemmabas och samarbetar ibland med Piteå Kammaropera och en rad framstående solister, tonsättare och dirigenter. Repertoaren fokuseras på 1700- och 1800-tals musik, men även nyare verk och uruppföranden av svensk och internationell musik och skivutgivning ingår i verksamheten. Ett utbyte med symfoniorkestern vid Norrlandsoperan sker också sedan flera år.
Elemér Lavotha är sedan 2016 konstnärlig rådgivare.

## Konstnärlig ledare
| Period    | Namn           |
| --------- | -------------- |
| 2016–2018 | Elemér Lavotha |

## Konsertmästare
| Period    | Namn               |
| --------- | ------------------ |
| 2013–2019 | Brusk Zanganeh     |
| 2007–2012 | Christian Svarfvar |